# Quarashi
Quarashi — реп-гурт із Рейк'явіка, що існував з 1996 по 2005 рр.

## Учасники
Стейнар та Селві були засновниками гурту 1996 року. Третім співзасновником був головний вокаліст та фронтмен гурту Гессі Олафссон (Hössi Ólafsson), що покинув колектив 2002 року, а на його місце прийшов Еґілл Олафур Тораренсен.
Кінцевий склад (2003—2005)
- Еґілл Олафур Тораренсен (Egill Olafur Þorarensen) або Tiny (нар. 17 січня 1984)
- Омар Ерн Гаукссон (Ómar Örn Hauksson) або Ómar Swarez (нар. 28 січня 1975)
- Стейнар Оррі Ф'єлдстед (Steinar Orri Fjeldsted) або Steini або Stoney (нар. 7 липня 1976)
- Селві Блендал (Sölvi Blöndal) (нар. 3 січня 1975)

## Дискографія
Альбоми
- Quarashi (1997) — Lax Records/Pop Músík
- Xeneizes (1999) — Japis
- Kristnihald undir Jökli (2001) — Sproti
- Jinx (2002) — Columbia Records/Time Bomb Recordings
- Guerilla Disco (2004—2005) — Skífan/Dennis Records — Sony Japan
- Demos & B-Sides (2009) — QuarashiMusic

Міні-альбом
- Switchstance (1996) — Lax Records